# Штауфер, Дитрих
Дитрих Штауфер (нем. Dietrich Stauffer; 6 февраля 1943, Бонн—6 августа 2019) — профессор теоретической физики Кёльнского университета.

## Биография
Родился 6 февраля 1943 года в семье немецкого протестантского богослова и историка религии Этельберта Штауфера. В 1970 защитил докторскую диссертацию в Мюнхенском техническом университете, в 1975 получил степень хабилитированного доктора в качестве сотрудника Курта Биндера в Саарском университете. Основной областью его исследований является статистическая физика. С 1987 по 1990 он возглавлял исследовательскую группу для физики многих тел в Исследовательском центре Юлих.
За выдающиеся научные работы, в области теории перколяции, а также клеточных автоматов, Дитрих Штауфер получил ряд наград, в том числе премию Гумбольдта в 1985 году, и премию Гентнера-Кастлера в 1999 году.
С 1998 года в основном занимался применением физических методов к проблемам экономических и социальных наук (так называемые эконофизика и социофизика). С 2006 года является почетным доктором Льежского университета.
С 2008 года является Outstanding Referee Американского физического общества.

## Некоторые публикации
- D. Stauffer und A. Aharony: Introduction to Percolation Theory. 1992
- D. Stauffer: Theoretische Physik (Eine Kurzfassung, vor allem für Lehramtler). 1993
- D. Stauffer et al.: Computer simulation and computer algebra. 1993
- S. M. de Oliveira, P. M. C. de Oliveira und D. Stauffer: Evolution, money, war and computers. 1999
- D. Chowdhury und D. Stauffer: Principles of equilibrium statistical mechanics. 2000
- D. Stauffer et al.: Biology, Sociology, Geology by Computational Physics. 2006